# Josephine Byrnes
Josephine Byrnes (* 28. Dezember 1966 in Connecticut) ist eine US-amerikanisch-australische Schauspielerin.

## Leben und Leistungen
Die Familie von Josephine Byrnes zog im Jahr 1971 nach Australien, wo Byrnes im Jahr 1989 ein Studium auf dem National Institute of Dramatic Art abschloss. Die Schauspielerin debütierte im australischen, für das Fernsehen produzierten Historienfilm The Great Air Race aus dem Jahr 1990. Bekannt machte sie eine größere Rolle in der Miniserie Brides of Christ aus dem Jahr 1991, für die sie 1992 den Logie Award in zwei Kategorien erhielt.
In der Krimikomödie Ein schräger Vogel (1993) spielte Byrnes an der Seite von Phil Collins und Hugo Weaving eine der größeren Rollen. Im Filmdrama Oscar und Lucinda (1997) war sie an der Seite von Ralph Fiennes und Cate Blanchett zu sehen. Ihre bisher (Juni 2008) letzte Rolle in einem Spielfilm erhielt sie in Matrix Reloaded (2003).
Byrnes ist seit dem Jahr 2005 mit Peter Gilbert verheiratet.

## Filmografie (Auswahl)
- 1990: The Great Air Race
- 1991: Brides of Christ
- 1993: Ein schräger Vogel (Frauds)
- 1995: Singapore Sling: Old Flames
- 1995: Singapore Sling: Road to Mandalay
- 1995: Singapore Sling: Midnight Orchid
- 1997: Kangaroo Palace
- 1997: Oscar und Lucinda (Oscar and Lucinda)
- 2000: Waiting at the Royal
- 2001: Der Mann, der Gott verklagte (The Man Who Sued God)
- 2002: Black and White
- 2003: Matrix Reloaded (The Matrix Reloaded)